# Proto-Indo-Europees thuisland
Het Proto-Indo-Europese thuisland is het hypothetische thuisland of de Urheimat waar het Proto-Indo-Europees (PIE) zou zijn ontstaan. Sinds de ontdekking van het Sanskriet door westerse wetenschappers is de zoektocht naar dit thuisland, lange tijd beschouwd als de heilige graal van de Indo-Europese taalwetenschap, vaak beïnvloed door nationalistische tendensen.

## Theorievorming

### Filologie
De toespraak van William Jones in 1786 voor de Royal Asiatic Society of Bengal wordt veelal gezien als het begin van de historische taalkunde:
Het Sanskriet, hoe antiek het ook mag zijn, is van een wonderbaarlijke structuur: volmaakter dan het Grieks, overvloediger dan het Latijn, en verfijnder dan allebei die talen. Maar het vertoont met beide een sterkere verwantschap, in zowel de stammen van werkwoorden als in grammaticale vormen, dan mogelijkerwijs toevallig kan zijn ontstaan. Zo sterk is deze verwantschap dat geen filoloog ze alle drie kan bestuderen zonder te geloven dat ze zijn ontstaan uit een gemeenschappelijke bron.
Bij een selecte groep, onder wie Voltaire en Johann Gottfried Herder, ontstond in Europa zelfs een Indomanie. Friedrich Schlegel zag India als de bakermat van de beschaving en Sanskriet als de moedertaal, een vroege vorm van de out-of-India-theorie. Dit was wellicht mede ingegeven door zijn weerstand tegen de Bijbelse chronologie, waarin het Hebreeuws de moedertaal was waaruit alle andere talen volgden: een Bijbelse monogenese. In 1806 situeerde Johann Christoph Adelung het paradijs in Kasjmir en Tibet ten oosten van het Hof van Eden als het land van de nakomelingen van Kaïn. Hier zou de oudste taal vandaan komen, wat zou blijken uit de monosyllabische talen die er nog gesproken worden. Adelung wist niet goed wat de verbanden tussen de verschillende talen waren, maar Thomas Young introduceerde in 1813 in een bespreking van het werk van Adelung het begrip Indoeuropean en situeerde de oorsprong ten zuidwesten van Kasjmir.
Vanaf deze periode lieten steeds meer taalkundigen het idee los dat er gezocht moest worden naar een Bijbelse monogenetische oorsprong. Franz Wüllner gaf aan dat er wellicht een verband was tussen alle talen, maar dat het vergeefse moeite was om de oertaal samen te stellen.
Het Proto-Indo-Europees werd toenemend als aparte taalfamilie gezien, zodat de zoektocht naar het Proto-Indo-Europees thuisland los kon worden gezien van de zoektocht naar de wieg van de mensheid. Het werd ook duidelijk dat Sanskriet niet de moedertaal was, iets wat Jones zelf al dacht en Franz Bopp en August Wilhelm von Schlegel concludeerden. Ook de aanwezigheid van de Dravidische talen in het zuiden van India werd wel gezien als aanwijzing dat het Sanskriet niet de eerste taal was in India, maar later gearriveerd moest zijn. Mede door koloniaal racisme werd de Indomanie al snel gevolgd door een Indofobie. Niet iedereen geloofde echter in een thuisland buiten India. Zo schreef Mountstuart Elphinstone in 1841 dat er geen aanwijzingen waren van migratie in de Wet van Manu en de Veda's.
Halverwege de negentiende eeuw werd India in het Westen echter niet meer als plausibele kandidaat gezien. Azië werd wel als zodanig gezien op basis van historische migraties, de ex oriente lux. In 1851 week Robert Gordon Latham hiervan af toen hij Europa het thuisland noemde op basis van de grotere taalvariëteit, zoals ook genencentra een grotere genetische variatie en soortenrijkdom kennen. In 1862 kwam Latham uit op Litouwen. Jean d'Omalius d'Halloy zou volgens Daniel Garrison Brinton al sinds 1839 de Europese hypothese hebben gepropageerd.
De biologische benadering van Latham was voor de meeste taalkundigen echter onbekend terrein en vooralsnog bleef de Aziatische hypothese de meest waarschijnlijk geachte variant, waarbij Bactrië de voorkeur had. Ernest Renan stelde in 1858 dat de Bijbel de oorsprong in Centraal-Azië situeerde en kwam in combinatie met de Indo-Iraanse literaire traditie uit op Pamir.
Deze a priori-aannames van een Aziatisch thuisland overheersten tot Adolphe Pictet in 1859 de linguïstische paleontologie introduceerde om de Urheimat te lokaliseren. Ook hij kwam daarbij tot de conclusie dat Bactrië het thuisland was. Al snel werden echter cognaten in de Indo-Europese talen – woorden voor dieren en planten en ook woorden die zouden wijzen op een landbouwsamenleving dan wel een pastorale samenleving – gebruikt om het thuisland in de richting van Europa te verschuiven. Zo werd er decennialang gediscussieerd over het 'zalmargument' en over het 'beukenargument'. Dit laatste luidde als volgt: aangezien zowel de Europese tak als de Indo-Iraanse tak van de Indo-Europese taalfamilie cognaten van ‘beuk’ kent, moet er al in het Proto-Indo-Europees een woord hebben bestaan – gereconstrueerd als *bʰāg(ó) – waar al die cognaten van afstammen en kwam de referent van dat woord, de beuk, dus voor in het Proto-Indo-Europese thuisland. Daaruit valt weer af te leiden dat dit thuisland zich ten westen van de Zwarte Zee bevond, want ten oosten daarvan werd de beuk destijds niet aangetroffen.
Fedor Ivanovič Knauèr kwam in 1912 op basis van Sanskriet rasa en Oudperzisch raha, dat stromend water betekent, uit bij de Wolga.
Dat het paard bekend was bij de Indo-Europeanen kreeg veel gewicht in de zoektocht naar een thuisland, al was het volgens Fraser de vraag of dit het wilde paard of de gedomesticeerde variant was.
Brinton stelde in 1890 een nieuwe aanpak voor, geïnspireerd door het idee van evolutie. Het flecterende Proto-Indo-Europees zou gevormd zijn door het mengen van niet-flecterende agglutinatieve talen. Dit zouden mogelijk Berbers en Baskisch zijn geweest.:149-150
Archibald Sayce zou vele malen van mening veranderen over de locatie van het thuisland en concludeerde in 1927 uit de kleitabletten uit het archief van Bogazköy in het oude Hattusa dat de Hettieten naast de eerste PIE-sprekers moesten hebben geleefd, waarmee de oorsprong in Klein-Azië (Anatolië) zou liggen.:213
De linguïstische paleontologie kreeg gezien de uiteenlopende conclusies steeds meer kritiek. In 1926 stelde John Fraser:
[...] we find, in fact, that different investigators, equally competent, using the same method, and, roughly, the same material, have come to conclusions that differ wildly.
Daarnaast kan deze methode op zijn best een samengesteld beeld geven van deze samenleving en niet de verschillende fases bepalen. Het was ook niet meer dan een aanname dat het een homogeen volk betrof en dat er een enkel thuisland was.

### Rassentheorie
De rassentheorie kreeg aanvankelijk de nodige kritiek in Duitsland, maar voor de völkische Bewegung paste een Europees thuisland goed in de opkomende nationalistische geschiedschrijving.
Anders Retzius introduceerde in 1842 de schedelindex, waarbij hij onderscheid maakte tussen lang- en kortschedelige (ofwel dolichocefale en brachycefale) rassen. De kortschedelige Finnen en Basken zouden autochtone Europeanen zijn, afstammelingen van het Turanische ras. Arische invallers zouden de Turaniërs overweldigd hebben en de Zweden zouden de meest zuivere nakomelingen van de invallende blonde Aziaten zijn.
Lazarus Geiger zag in 1878 Duitsland als het thuisland, verbond taal aan ras en stelde dat Indo-Europeanen blonde haren en blauwe ogen hadden. Het idee van een Arisch ras kreeg daarna ruime navolging.
Theodor Pösche kreeg weinig steun voor zijn voorstel voor de Pripjatmoerassen (Rokytno) tussen Wit-Rusland en Oekraïne, maar zijn gebruik van antropologie kreeg wel navolging. Het leek volgens Pösche een natuurwet dat langschedelige blonde mensen domineerden. Pösche kwam uit bij Rokytno vanwege de vermeende oorsprong van albinisme, dat hij verwarde met blondheid, en zag het Litouws als de oertaal. Bactrië was het niet, omdat migratie naar warmte en licht zou gaan en niet andersom.
De zoektocht naar het thuisland van het Proto-Indo-Europees thuisland werd doorweven met het wetenschappelijk racisme en er werden aan de hand van craniometrie en de schedelindex uitspraken gedaan over gesproken taal. Volgens Taylor was de koppeling tussen taal en ras vooral aan Max Müller te wijten, al wilde ook Taylor enig verband tussen taal en ras niet geheel uitsluiten. Müller kwam later terug op zijn eerdere uitspraken:
I have declared again and again that if I say Aryas, I mean neither blood nor bones, nor hair nor skull; I mean simply those who speak an Aryan language. [...] To me an ethnologist who speaks of an Aryan race, Aryan blood, Aryan eyes and hair, is as great a sinner as a linguist who speaks of a dolichocephalic dictionary or a brachycephalic grammar.
Ook Sayce zag niets in de verbinding tussen taal en ras. In een reactie op Hyde Clarke stelde Sayce:
In short, society implies language, race does not
Ondanks deze waarschuwingen groeide de rassentheorie steeds verder uit. Arthur de Gobineau kreeg rond de eeuwwisseling met zijn antisemitisme en racisme steeds meer invloed in Duitsland, onder meer op Houston Stewart Chamberlain. De raciale invloed zou nog geruime tijd doorwerken. De Europese hypotheses wisten de Aziatische hypothese niet direct te vervangen. Isaac Taylor stelde in 1892 dat taal en ras niet uit elkaar volgen:
It cannot be insisted upon too strongly that identity of speech does not imply identity of race, any more than diversity of speech implies diversity of race.
William Z. Ripley stelde in 1899:
[...] no other scientific question, with the exception, perhaps, of the doctrine of evolution, was ever so bitterly discussed or so infernally confounded at the hands of Chauvinistic or otherwise biassed writers.
Dat de Duitsers het thuisland vooral in Duitsland vonden en de Fransen vooral de Galliërs als de ware Ariërs zagen, was voor Taylor geen toeval:
The question has been debated with needless acrimony. German scholars, notably Posche, Penka, Hehn, and Lindenschmit, have contended that the physical type of the primitive Aryans was that of the North Germans — a tall, fair, blue-eyed dolichocephalic race. French writers, on the other hand, such as Chavée, De Mortillet, and Ujfalvy, have maintained that the primitive Aryans were brachycephalic, and that the true Aryan type is represented by the Gauls.

The Germans claim the primitive Aryans as typical Germans who Aryanised the French, while the French claim them as typical Frenchmen who Aryanised the Germans. Both parties maintain that their own ancestors were the pure noble race of Aryan conquerors, and that their hereditary foes belonged to a conquered and enslaved race of aboriginal savages, who received the germs of civilisation from their hereditary superiors. Each party accuses the other of subordinating the results of science to Chauvinistic sentiment.
Taylor baseerde zich op Retzius en legde de oorsprong van het Indo-Europees in Finland. Het Indo-Europees zou uit het Fins zijn voortgekomen. Hoewel dit idee weinig navolging vond, werd het met Taylor duidelijk dat de relatie met andere taalfamilies ook van belang was.

### Combinatie met archeologie
Hoewel de locatie van het thuisland een prehistorische aangelegenheid was, duurde het tot 1883 voordat de archeologie betrokken werd bij de zoektocht. Karl Penka combineerde dat jaar de taalkunde met archeologie. De archeologische kennis was in die tijd vooral gebaseerd op Scandinavische vondsten en de prehistorische paalwoningen in de Alpen en zo kwam hij tot de Scandinavische hypothese. Hierin situeerde hij blonde langschedelige Ariërs in het Hyperborea uit de Oudheid. Theodor Benfey kwam in 1868 op geologische gronden ook tot de conclusie dat het thuisland in Europa moest liggen.
De verschuiving naar Europa kon op de nodige kritiek rekenen, zoals van Victor Hehn:
Daar geviel het dat in Engeland, het land der zonderlingheden, een origineele kop op den inval kwam de bakermat der Indogermanen naar Europa te verleggen; een Göttinger professor maakte zich uit een of andere gril van die vondst meester; een geestige dilettant te Frankfurt plaatste de wieg van den Arischen stam aan den voet van den Taunus en voltooide daarmede het schilderij.
Hehn verweet zijn voorgangers een te idyllisch beeld te schetsen van het thuisland en stelde dat die samenleving primitiever en bloeddorstiger was dan tot dan toe aangenomen. Op basis van linguïstische paleontologie dacht Hehn dat het paard duidelijk maakte dat het thuisland in Azië lag in een pastorale samenleving in het stenen tijdperk.
Volgens Otto Schrader was de Urheimat alleen te vinden als taalkunde, archeologie en geschiedkunde gecombineerd werden. In de eerste editie van zijn werk uit 1883 beschreef hij de geschiedenis van de zoektocht, in latere drukken kwam hij met een eigen hypothese die de oorsprong in Zuid-Rusland zocht, waarbij hij wel aantekende dat er meer archeologisch onderzoek nodig was. Schrader zag ook niets in het zoeken naar een verband tussen ras en taal.
Ripley zag juist niets in het combineren van wetenschappelijke disciplines die volgens hem nauwelijks overeenkomsten hadden en zag de oplossing komen uit archeologisch en antropologisch onderzoek. Er waren ook nog andere dan de taalkundige en archeologische benaderingen. Johannes Schmidt leidde in 1890 uit het voorkomen van het twaalftallig stelsel af dat het thuisland in de buurt van Babylon moest hebben gelegen. Bal Gangadhar Tilak vergeleek in 1903 de verschijnselen van de poolhemel met de Veda's en de Avesta en kwam zelfs op de Noordpool uit.
Harold Herman Bender maakte in 1922 een vergelijking met het biologische principe van adaptieve radiatie en ging ervan uit dat talen zich hadden verspreid vanuit een centrum, dat hij in Litouwen situeerde. Daarmee herhaalde hij de argumentatie van Latham van 75 jaar eerder herhaalde en verwierp hij de argumenten van de linguïstische paleontologie.
Gustaf Kossinna verruimde het gebied van Penka in 1902 met (naast het zuiden van Zweden) de Deense eilanden, Jutland, Sleeswijk-Holstein en Mecklenburg door de Indo-Europeanen te identificeren als de touwbekercultuur. Archeologie moest de filologie aanvullen en daartoe stelde Kossinna dat de verspreiding van een archeologische cultuur een cultuurprovincie omvat die gelijkgesteld kan worden met een stam of etnische groep die op hun beurt overeenkomen met een historisch volk. Het werk van Kossinna gold in Duitsland zo'n twintig jaar lang als de versie van hoe de prehistorie was verlopen. De archeologische benadering zou lange tijd gekenmerkt worden door het koppelen van volken met keramische typologieën, waarbij talen en dialecten zelfs werden vergeleken met verschillen in aardewerkontwerpen.
De archeologische benadering van Penka en Kossinna werd in 1906 gevolgd door Konrad Paape en bracht ook hem in Scandinavië, dat de bakermat van opeenvolgende PIE-volken zou zijn geweest. Joseph Widney kwam op klimatologische gronden tot de conclusie dat Scandinavië te koud was. Daarmee bleef voor hem alleen de Centraal-Aziatische steppe als kandidaat over. Hoewel zijn argumenten niet al te sterk waren, liep hij met zijn nadruk op ecologische omstandigheden voor op richtingen als ecologische archeologie. Sigmund Feist gebruikte ook vooral de zwakheden in de Noord-Europese hypothese om voor Zuid-Rusland te kiezen.
Waar de meesten de oorspronkelijke PIE-samenleving zagen als pastoraal, ging Peter Giles in 1922 uit van een landbouwsamenleving. Alleen rond de Pannonische vlakte zag hij de voor landbouw benodigde vlaktes en de voor veeteelt benodigde heuvels.
Het werk van Kossinna beïnvloedde onder meer Vere Gordon Childe, zodat de methode van de cultuurhistorische archeologie ook in het Verenigd Koninkrijk voet aan de grond kreeg. Dit zou ook Marija Gimbutas beïnvloeden. Childe kwam in 1926 met de eerste samenvatting van het PIE-thuisland-probleem sinds Schrader. Childe zocht eerst naar de oudste historische sporen van elk IE-volk en kwam daarna op archeologische gronden, waaronder koergans, tot de conclusie dat het een landbouwsamenleving betrof in Zuid-Rusland, waarmee hij inging tegen de toen dominante visie van Kossinna.
Lachhmi Dhar Kalla bracht op basis van de Veda's het thuisland in 1930 weer terug naar India, in het gebied van de Himalaya.
Herbert Kühn kwam in 1932 op basis van een eliminatieproces, waarbij hij eerst gebieden en daarna culturen uitsloot, uit op het Magdalénien.
| Wetenschapper           | Jaar           | Thuisland | Samenleving                                               | Methode                                                                            |
| ----------------------- | -------------- | --- | --------------------------------------------------------- | ---------------------------------------------------------------------------------- |
| Jones                   | 1792           | Iran |                                                           |                                                                                    |
| Friedrich Schlegel      | 1808           | India |                                                           |                                                                                    |
| Young                   | 1813           | Zuidwest van Kasjmir                                                                                             |                                                           |                                                                                    |
| Rask                    | 1818           | Anatolië |                                                           |                                                                                    |
| Rhode                   | 1820           | Bactrië |                                                           | Geografie uit de Vendidad                                                          |
| Murray                  | 1823           | Azië |                                                           | Vergelijkende methode                                                              |
| Klaproth                | 1830           | |                                                           |                                                                                    |
| August Wilhelm Schlegel | 1842           | Kaspische Zee |                                                           |                                                                                    |
| Lassen                  | 1851           | Kaspische Zee |                                                           | Geografie uit Vendidad                                                             |
| Latham                  | 1851           | Europa |                                                           | (sarmatische hypothese)                                                            |
| Schleicher              | 1852           | Kaspische Zee |                                                           | Lassen (1851)                                                                      |
| Curzon                  | 1856           | India |                                                           |                                                                                    |
| Müller                  | 1856           | Centraal-Azië |                                                           | Veda's                                                                             |
| Renan                   | 1858           | Pamir |                                                           | Indo-Iraanse literaire traditie, Bijbel                                            |
| Pictet                  | 1859           | Bactrië |                                                           | Linguïstische paleontologie                                                        |
| Muir                    | 1858           | Noordwestelijk van India                                                                                         |                                                           | Indo-Arische migratie-theorie                                                      |
| Baecker                 | 1860           | Kasjmir en de kloven van de Kaukasus, tussen de Kaspische Zee en het noorden van het Himalayagebergte            |                                                           |                                                                                    |
| Latham                  | 1862           | Litouwen |                                                           | (sarmatische hypothese)                                                            |
| Baldwin                 | 1869           | Bactrië |                                                           | Iraanse literatuur                                                                 |
| Hehn                    | 1870           | Azië | Pastoraal                                                 | Linguïstische paleontologie (paard)                                                |
| Benfey                  | 1868           | Europa |                                                           | Geologie                                                                           |
| Pike                    | 1872           | Sogdië |                                                           | Astronomie                                                                         |
| Friedrich Müller        | 1873           | Armenië |                                                           | Etnografie                                                                         |
| Peschel                 | 1874           | Kaukasus |                                                           | Etnologie                                                                          |
| Sayce                   | 1875:389       | Hindoekoesj |                                                           |                                                                                    |
| Müller                  |                | Pamir |                                                           |                                                                                    |
| Geiger                  | 1878           | Duitsland |                                                           |                                                                                    |
| Pösche                  | 1878           | Pripjatmoerassen (Rokytno) tussen Wit-Rusland en Oekraïne                                                        |                                                           | Rassentheorie, albinisering van blanke Ariërs                                      |
| Keary                   | 1878           | Tussen de Jaxartes (Syr Darja) en Oxus (Amu Darja), ten noorden van de Hindoekoesj                               |                                                           |                                                                                    |
| Piètrement              | 1879           | Alataoe |                                                           |                                                                                    |
| Lindenschmit            | 1880           | Pontus |                                                           |                                                                                    |
| Sayce                   | 1880:121       | Azië |                                                           |                                                                                    |
| Biddulph                | 1880           | Pamir |                                                           |                                                                                    |
| Olcott                  | 1881           | India |                                                           | Theosofie                                                                          |
| Williams                | 1881           | Pamir |                                                           |                                                                                    |
| Van den Gheyn           | 1881           | Pamir |                                                           |                                                                                    |
| Penka                   | 1883           | Scandinavië |                                                           | Linguïstische paleontologie met archeologie                                        |
| Schrader                | 1883           | Zuid-Rusland |                                                           | Linguïstische paleontologie (zalmargument)                                         |
| Sayce                   | 1883:385       | Pripjatmoerassen (Rokytno)                                                                                       |                                                           | Albinisering                                                                       |
| Brunnhofer              | 1884           | Armenië |                                                           |                                                                                    |
| Ujfalvy                 | 1884           | Pamir |                                                           | Linguïstische paleontologie                                                        |
| Wilser                  | 1885           | Scandinavië |                                                           |                                                                                    |
| Sayce                   | 1885:xviii-xix | Baltische regio en Scandinavië                                                                                   |                                                           |                                                                                    |
| Sayce                   | 1887:52-53     | Centraal- en Noordwest-Europa                                                                                    |                                                           |                                                                                    |
| Morris                  | 1888           | Zuidoost-Europa, tussen Zwarte Zee en Kaspische Zee                                                              | Pastoraal                                                 | Rassentheorie                                                                      |
| D'Arbois de Jubainville | 1889           | Bactrië, tussen de Jaxartes (Syr Darja) en Oxus (Amu Darja)                                                      | Sedentair                                                 |                                                                                    |
| Brinton                 | 1890:35        | West-Europa |                                                           | Contractie van talen                                                               |
| Ammon                   | 1890           | Scandinavië |                                                           | Antropologie (monogamie)                                                           |
| Huxley                  | 1890           | Europa tussen de Noordzee en de Oeral                                                                            |                                                           |                                                                                    |
| Vacher de Lapouge       | 1889-1890      | Noordzee |                                                           | Rassentheorie                                                                      |
| Schmidt                 | 1890           | Babylon |                                                           | twaalftallig stelsel                                                               |
| Taylor                  | 1892           | Finland |                                                           | Archeologie en leenwoorden                                                         |
| Ripley                  | 1899           | |                                                           |                                                                                    |
| Kossinna                | 1902           | Noord-Europa (touwbekercultuur)                                                                                  |                                                           | Archeologie                                                                        |
| Much                    | 1902           | Noordwest-Europa                                                                                                 |                                                           | Archeologie                                                                        |
| Tilak                   | 1903           | Noordpool |                                                           | Vergelijking van de verschijnselen van de poolhemel met de Veda's en de Avesta     |
| Hirt                    | 1905-1907      | Oostzeegebied |                                                           | Linguïstische paleontologie                                                        |
| Paape                   | 1906           | Scandinavië |                                                           | Archeologie                                                                        |
| Widney                  | 1907           | Centraal-Azië |                                                           | Klimatologie                                                                       |
| Knauèr                  | 1912           | Wolga |                                                           | Het Sanskriet rasa en het Oudperzische raha dat stromend water betekent            |
| Feist                   | 1913           | Zuid-Rusland, mogelijk Tripoljecultuur                                                                           |                                                           |                                                                                    |
| Giles                   | 1922           | Pannonische vlakte                                                                                               | Landbouwsamenleving                                       |                                                                                    |
| Bender                  | 1922           | Litouwen |                                                           | Vergelijkende methode, adaptieve radiatie                                          |
| Childe                  | 1926           | Zuid-Rusland | Landbouwsamenleving, alleen veeteelt                      | Archeologie                                                                        |
| Sayce                   | 1927           | Anatolië (Klein-Azië)                                                                                            |                                                           |                                                                                    |
| Koppers                 | 1929           | Aziatische steppe                                                                                                |                                                           |                                                                                    |
| Kalla                   | 1930           | India, Himalaya                                                                                                  |                                                           | Veda's                                                                             |
| Kühn                    | 1932           | Magdalénien |                                                           |                                                                                    |
| Sulimirski              | 1933           | Zuid-Rusland | Nomaden                                                   |                                                                                    |
| Poisson                 | 1934           | Zuid-Rusland | Nomaden                                                   |                                                                                    |
| Schulz                  | 1935           | Centraal- en Noord-Europa                                                                                        | Veeteelt                                                  | Archeologie                                                                        |
| Koppers                 | 1935           | West-Turkestan                                                                                                   |                                                           | Overeenkomsten met Altai                                                           |
| Seger                   | 1936           | |                                                           |                                                                                    |
| Flor                    | 1936           | Centraal- en Noord-Europa                                                                                        |                                                           | West-Europees paard                                                                |
| Pokorny                 | 1936           | Centraal-Europa                                                                                                  |                                                           | Substraattheorie                                                                   |
| Uhlenbeck               | 1937           | Aral-Kaspische Steppe                                                                                            |                                                           |                                                                                    |
| Troebetskoj             | 1939           | Geen Proto-Indo-Europese taal, maar urverwandt, mogelijk thuisland tussen Fins-Oegrische en Kaukasische volkeren |                                                           |                                                                                    |
| Mann                    | 1943           | Noord-Europa of Noordoost-Europa                                                                                 |                                                           | Vergelijkende folklore                                                             |
| Neckel                  | 1944           | Centraal- en Noord-Europa                                                                                        |                                                           | West-Europees paard                                                                |
| Meyer                   | 1948           | Centraal- en Noord-Europa                                                                                        | Landbouwsamenleving, veeteelt                             | Linguïstische paleontologie                                                        |
| Powell                  | 1948           | Oost-Europese steppe (Pontisch-Kaspische Steppe) voor eerste migratie, zuid van de Kaukasus voor tweede migratie | Nomaden in eerste migratie, pastoralen in tweede migratie |                                                                                    |
| Schmidt                 | 1949           | Centraal-Azië |                                                           | Paard                                                                              |
| Scherer                 | 1950           | Tussen Oostzee en Oeral                                                                                          |                                                           |                                                                                    |
| Krahe                   | 1951           | |                                                           | Oud-Europese hydronymie                                                            |
| Solta                   | 1952           | Geen Proto-Indo-Europese taal, tussen Oostzee en Kaspische Zee                                                   |                                                           | Taalkunde                                                                          |
| Thieme                  | 1953           | Duitsland, Baltische regio                                                                                       |                                                           | Linguïstische paleontologie (zalmargument)                                         |
| Nehring                 | 1954           | Kaukasus, Kaspische Zee                                                                                          |                                                           |                                                                                    |
| Hencken                 | 1955           | Zuidoost-Europa, Zuid-Rusland                                                                                    |                                                           | Archeologie                                                                        |
| Merlingen               | 1955           | Zuid-Rusland |                                                           | Linguïstische paleontologie (zalmargument)                                         |
| Crossland               | 1957           | Pontisch Steppe niet uitgesloten                                                                                 |                                                           |                                                                                    |
| Marstrander             | 1957           | Zuid-Rusland, Wanderungsgebiet                                                                                   | Pastoraal                                                 |                                                                                    |
| Schwantes               | 1958           | Noord-Europa |                                                           |                                                                                    |
| Pulgram                 | 1958           | Geen Proto-Indo-Europese taal                                                                                    |                                                           |                                                                                    |
| Bosch-Gimpera           | 1960           | Centraal-Europa, Donauculturen (Tripolje, Vinča)                                                                 |                                                           |                                                                                    |
| Kronasser               | 1961           | Thuisland niet te achterhalen                                                                                    |                                                           |                                                                                    |
| Devoto                  | 1962           | Centraal-Europa, Donauculturen                                                                                   |                                                           | Taalkunde en archeologie                                                           |
| Gimbutas                | 1963           | Pontisch Steppe                                                                                                  | Nomadische pastoralisten                                  | Linguïstische paleontologie, etnologie, mythologie, archeologie (koerganhypothese) |
| Jain                    | 1964           | Oostelijk van Litouwen                                                                                           |                                                           | Mythologie, taalkunde                                                              |
| Schmid                  | 1968           | Baltische regio                                                                                                  |                                                           | Oud-Europese hydronymie                                                            |